# Скай Форт
Скай Форт е офис сграда, небостъргач, в българската столица София, която е в строеж. Намира се на булевард „Цариградско шосе“ в близост до метростанция „Интер Експо Център - Цариградско шосе“ и ще бъде една от трите сгради на комплекса София Кепитъл Сити.
Скай Форт ще бъде първата сграда над 200 м и ще стане най-високата сграда в България и на Балканите (с изключение на Истанбул). Тя ще е с обща разгъната застроена площ от 82 000 м2, ще има 49 надземни и 3 подземни етажа. Предвидени са 855 паркоместа, плюс още 45 за посетители. След неколкократни отлагания на пусковия срок на сградата, не е ясно кога същата ще бъде завършена.
Освен 36-те офисни етажа небостъргачът ще разполага с кафе на партера, 3 технически етажа и един ресторант на две нива на върха на сградата, където ще има и панорамна площадка за наблюдение. Между ресторанта на върха и площадката за наблюдение ще се ползва панорамен асансьор. Сградата ще разполага с общо 19 асансьора, от които 4 ще свързват партера и подземните етажи, 13 високоскоростни ще обслужват офисните етажи. Ще има и един товарен и още един, който да се ползва при аварийно-спасителни дейности.